# Cyclosternum melloleitaoi
Cyclosternum melloleitaoi är en spindelart som beskrevs av Bücherl, Timotheo och Lucas 1971. Cyclosternum melloleitaoi ingår i släktet Cyclosternum och familjen fågelspindlar. Inga underarter finns listade i Catalogue of Life.